# 生物衛星
生物衛星（せいぶつえいせい、英:biosatellite）とは生物を宇宙に一定期間生存させ、地球に安全に帰還させるように設計された人工衛星。
NASAは1966年から1969年にバイオサテライト1号・2号・3号を打ち上げ、生物（ショウジョウバエ、カエルの卵、真正細菌、コムギの実生、サルなど）への宇宙空間の影響を調べた。そのほかにも、ソ連・ロシアのビオンシリーズ、アメリカの Orbiting Frog Otolith 計画の衛星などが生物衛星の例である。
地球圏以外にも、火星の衛星フォボスに微生物を運び、地球に帰還させる惑星協会のLIFE (en:Living Interplanetary Flight Experiment) がある。ロシアの火星探査機フォボス・グルントに搭載され、2011年11月9日に打ち上げられたが、地球周回軌道からの離脱に失敗した。ただしこれは人工衛星ではなく探査機に取り付けられる実験モジュールであった。